# José María Ruano y Corbo
José María Ruano y Corbo (Salamanca, 28 de marzo de 1870-Paracuellos de Jarama, 7 de noviembre de 1936) fue un catedrático y literato español. 

## Biografía
Era hijo de Fabián Ruano Hidalgo, catedrático de Latín y Griego de la Universidad de Salamanca. Siguió los estudios de primera enseñanza en su ciudad natal, y en 1883 entró en el noviciado de la Compañía de Jesús, de Loyola, en donde cursó Letras humanas y Filosofía. En 1890 cursó la carrera de Filosofía y Letras, en Salamanca y Madrid, doctorándose en 1898. En 1902 ganó, por oposición, la cátedra de Lengua y literatura castellana del Instituto General y Técnico de Baeza, desde el que pasó, por concurso, a desempeñar sucesivamente las de los Institutos de Reus, Jaén, Santiago y Badajoz. En sus clases fomentó el espíritu religioso y patriótico de sus alumnos y ensalzó a Lope de Vega como símbolo de la España tradicional.
Escribió más de cuarenta libros. Se distinguió como poeta lírico y como crítico literario, demostrándolo en sus estudios El teatro de don Adelardo López de Ayala; Preceptita literaria; El alma. Estudios metafísicos (Madrid, 1899), con un prólogo de Francisco Fernández y González; Balmes apologista (Santiago, 1911); Las dos Romas (Badajoz, 1925), y sus poemitas A María Inmaculada y Lírica sagrada.
Antiguo militante del Partido Integrista, fue colaborador del diario tradicionalista El Siglo Futuro. Durante la Segunda República destacaron sus obras Apología del cristianismo en la literatura española (1932), prologada por Juan Marín del Campo; Las dos Romas (1933), cuya edición regaló a la Editorial Tradicionalista, y El Socialismo a la luz del Evangelio (Tortosa, 1934).
Fue asesinado durante la guerra civil española, víctima de la represión en la zona republicana. Estuvo casado con Juana de Dios de Llames Morán, con quien tuvo cuatro hijas.